# Krysztopiwka (obwód chmielnicki)
Krysztopiwka (ukr. Криштопівка) – wieś na Ukrainie, w obwodzie chmielnickim, w rejonie chmielnickim. W 2001 liczyła 439 mieszkańców, wśród których 427 jako ojczysty język wskazało ukraiński, 11 rosyjski, a 1 mołdawski.
Znajduje tu się przystanek kolejowy Krysztopiwka, położony na linii Odessa – Lwów.